# Volutus
Volutus (skrót: vol) (z łac. volutus – "walcowaty") – chmura w postaci poziomej rolki, gatunek chmur stratocumulus i altocumulus. Został oficjalnie wprowadzony do klasyfikacji chmur wraz z publikacją nowego wydania Międzynarodowego atlasu chmur w 2017 roku.

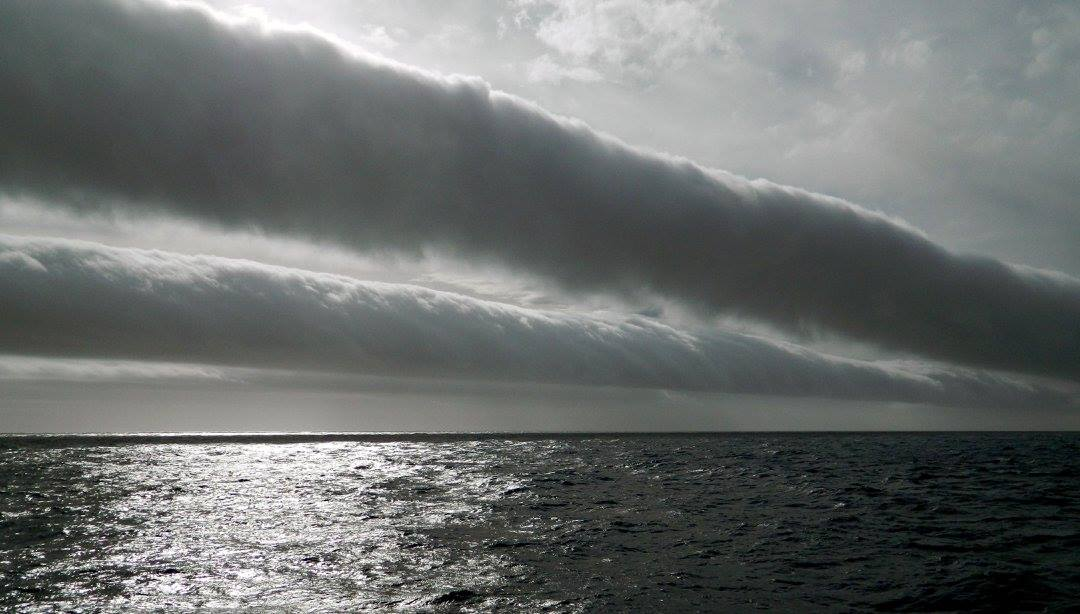
Sekwencja chmur stratocumulus volutus nad Oceanem Południowym

Chmury tego gatunku mają postać wydłużonych, ułożonych poziomo walców, często obracających się powoli wokół osi poziomej. Występują stosunkowo rzadko. Stratocumulus volutus zazwyczaj występuje pojedynczo, ale od czasu do czasu obserwuje się je ułożone w równoległe rzędy – tworzą wówczas uliczki chmur. Altocumulus volutus zwykle tworzy pojedynczą linię, z rzadka rozciąga się od horyzontu do horyzontu.